# 1605
Cette page concerne l'année 1605  du calendrier grégorien.
L'année 1605 est une année commune qui commence un samedi.

## Événements
- Février : dévastations d'Osorio. Les Espagnols évacuent l’ouest de Saint-Domingue, qui est occupée par les boucaniers français[1].

- 17 juin-3 septembre : exploration des côtes de l'Amérique du Nord, de l'Île du Cap-Breton jusqu'au sud du « Cap Blanc » (Cap Cod, dans le Massachusetts), par Samuel de Champlain[2].

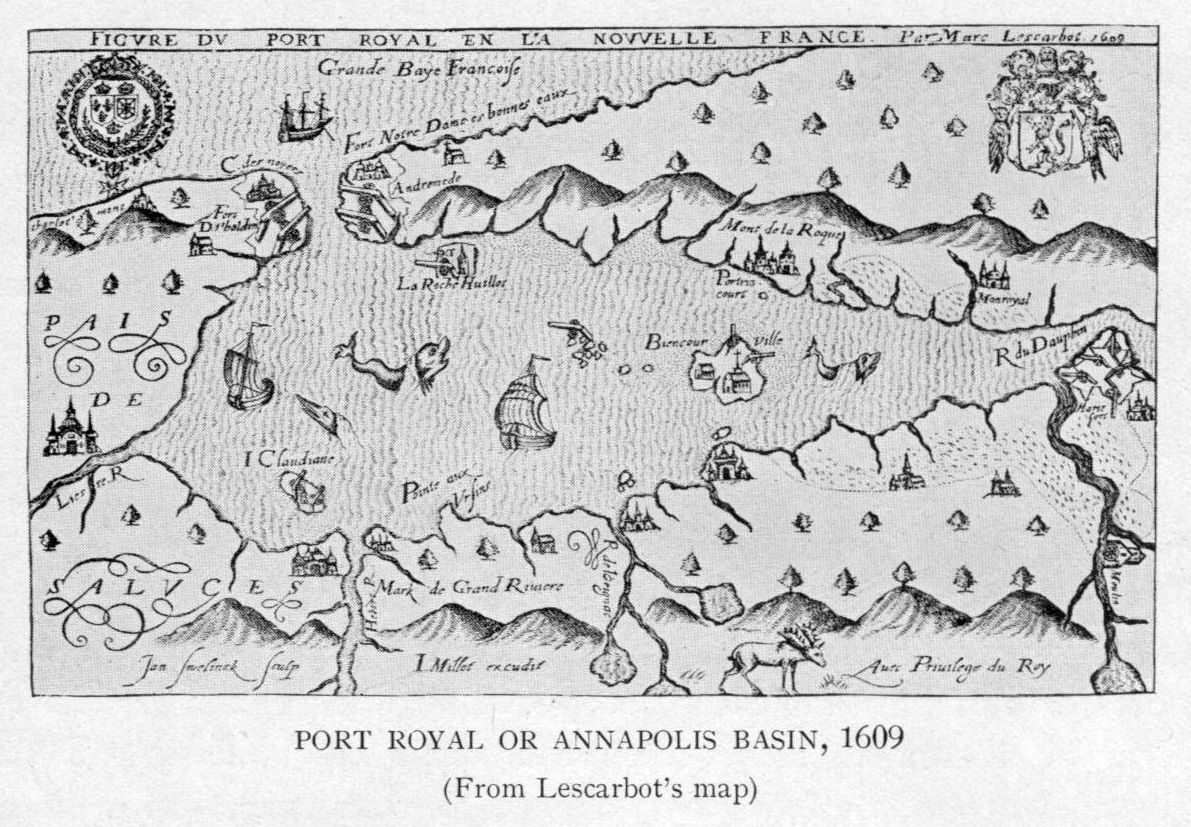
Port-Royal, 1609.

- 21 septembre : fondation de Port-Royal en Acadie[2] (devenue en 1713 Nova Scotia), colonie française en Amérique du Nord : les Français sont les premiers Européens à s'implanter dans ce qui est aujourd'hui devenu le Canada, ouvrant ainsi la voie à la création officielle et durable d'un Empire colonial français.

- 21 décembre : l'explorateur espagnol Pedro Fernández de Quirós part de Callao, au Pérou[3]. Il découvre les Nouvelles-Hébrides en 1606.

### Asie et Pacifique

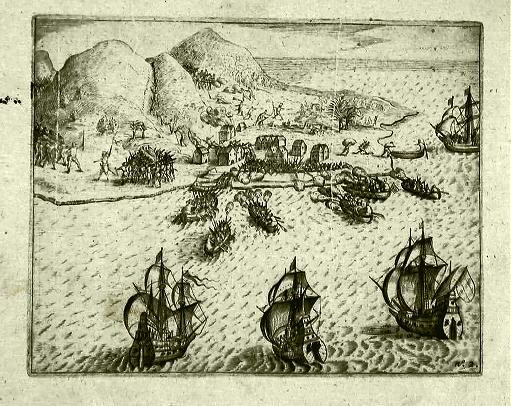
23 février : défaite des Portugais à Amboine.

- 23 février : la VOC prend Ambon aux Moluques, occupée par les Portugais[4]. L'Espagne, suzeraine du Portugal, perd les Moluques, au profit des Hollandais.
- Printemps : les Hollandais débarquent à Masulipatam en Inde. La VOC (Vereenigde Oostindisch Compagnie ou Compagnie néerlandaise des Indes orientales) obtient des privilèges du sultan de Golconde qui l'autorise à fonder des comptoirs[5] (Masulipatnam en 1611), Teganapatnam en 1609, Pulicat (en) en 1610[6]).
- 27 octobre : mort d'Akbar, empereur moghol des Indes[7]. Salim, fils d’une princesse d’Amber, succède à son père sous le nom de Jahangir (« Conquérant du Monde ») sur le trône d’Āgrā (fin en 1627). Jahangir décrète l’amnistie générale et prend des mesures libérales. Roi juste, amateur de jolies femmes et opiomane, il est néanmoins l’auteur de nombreux assassinats et d’exécutions.

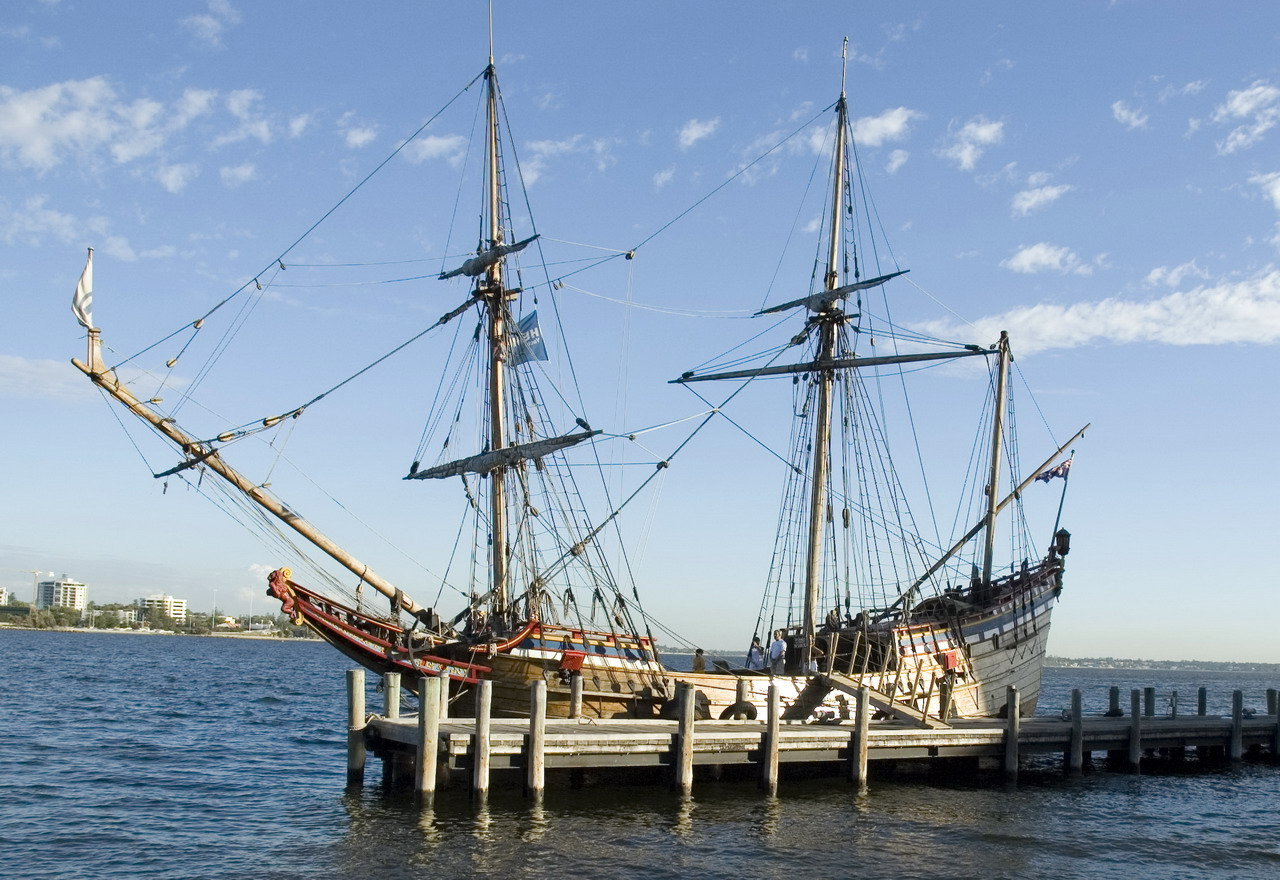
Réplique du Duyfken, le navire de Willem Janszoon.

- 28 novembre (18 novembre du calendrier julien) : le Hollandais Willem Janszoon part de Bantam (Java). Il atteint la Nouvelle-Guinée. En 1606, il entre dans le golfe de Carpentarie et aborde en Australie (Péninsule du cap York)[8].

- Dans le sud de Célèbes, le roi de Gowa Alauddin Tumenanga ri Gaukanna se convertit à l'islam et entreprend de soumettre les royaumes voisins de 1608 à 1611[9].
- Début officiel du règne d'Anaukpeitlun, de la dynastie Taungû, en Birmanie : au cours des années suivantes, il chasse les portugais et réunifie le pays († en 1628)[10].
- Tokugawa Hidetada (1579-1632) devient shogun du Japon (fin en 1622)[11]. Troisième fils de Tokugawa Ieyasu, il exerce sa fonction sous le contrôle de son père tant que celui-ci reste en vie.
- Mongolie : contacts diplomatiques entre les khans mongols et les tsars russes, qui cherchent à éviter les conflits. Plusieurs traités fixent les droits des khans khalkhas et oïrat sur les arates qui se réfugient en territoire russe pour échapper au servage. Les autorités russes les refoulent chez leurs anciens maîtres. Des traités commerciaux réglementent les relations commerciales entre la Russie et les khanats mongols. Les caravanes russes commerçant avec la Chine sont protégées par les seigneurs mongols, qui cessent de prélever des tributs sur les sujets mongols réfugiées en territoire russe. Les Mongols qui mettent à sac les colonies russes sont sévèrement punis[12].
- Tibet : le roi du Tsang  Karma Tensung Wangpo, proche du Karmapa chasse les Mongols de la région de Lhassa[13]. Le 10e Karmapa, Chöying Dorje, est né en 1604.

### Europe
- 16 janvier, Portugal : le pardon pontifical aux Juifs convertis est publié à Lisbonne ; les prisonniers de l'Inquisition sont libérés et les poursuites arrêtées[14].
- Février : devant la rareté du poisson, la seigneurie de Gênes tente de limiter sa consommation durant le carême[15].
- 1er-27 avril  : pontificat de Léon XI[16].
- 20 avril : Étienne Bocskai, voïévode de Transylvanie depuis le 21 janvier, est élu prince de Hongrie. Il conquiert la Transdanubie tandis que les Turcs reprennent Esztergom[17].
- 16 mai : début du pontificat de Paul V (fin en 1621)[16]. Il renvoie de Rome tous les archevêques et évêques qui y séjournent plutôt que de résider dans leurs diocèses.

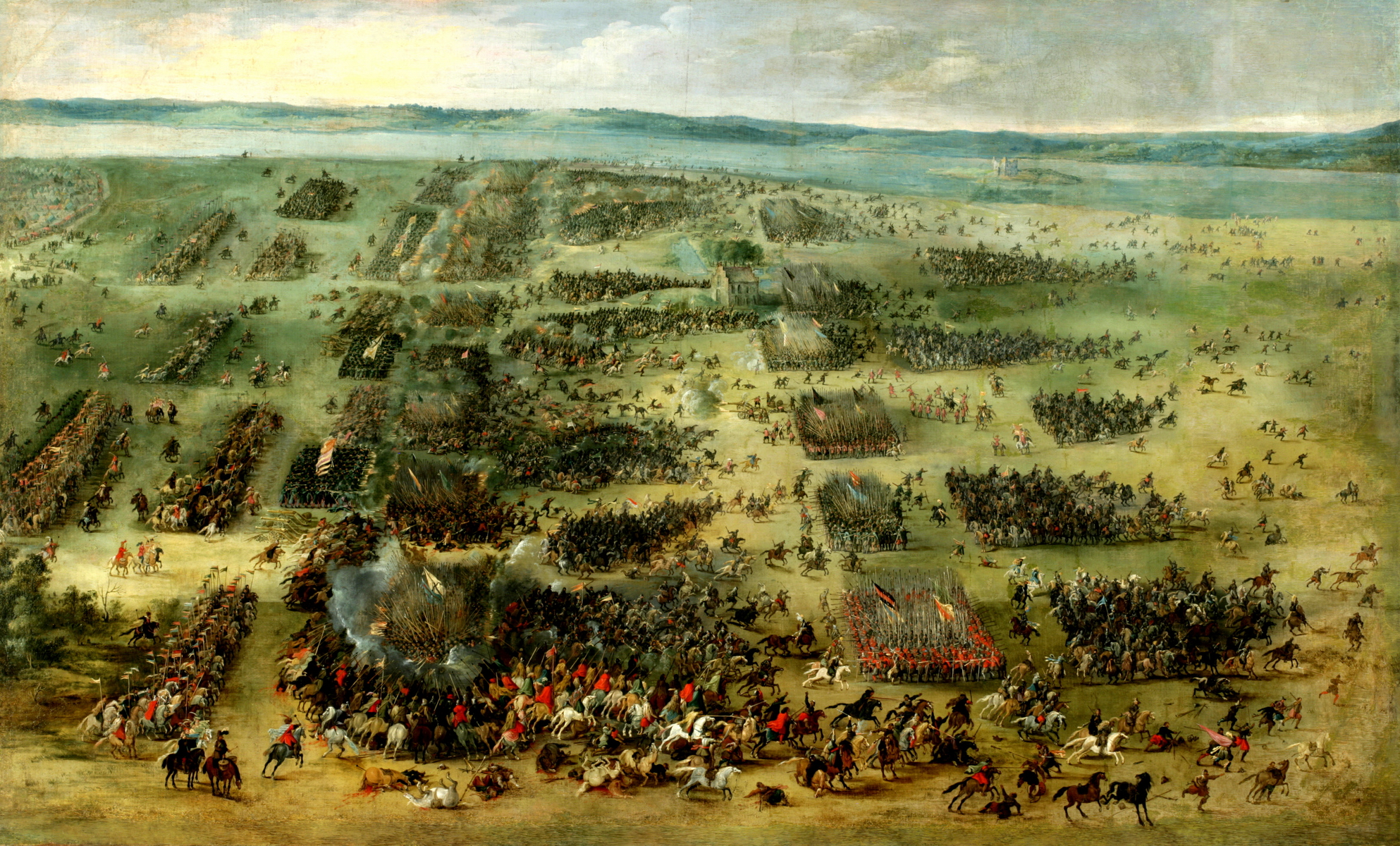
27 septembre : bataille de Kircholm

- 27 septembre : victoire de l’hetman polonais Jan Chodkiewicz à la bataille de Kircholm, près de Rīga, sur les Suédois quatre fois plus nombreux[18].

- 26 octobre : les Haïdouks alliés aux Ottomans attaquent la ville de FeldbachAutriche et détuisent le marché. Le Tabor, l'enceinte fortifée, résiste[19].

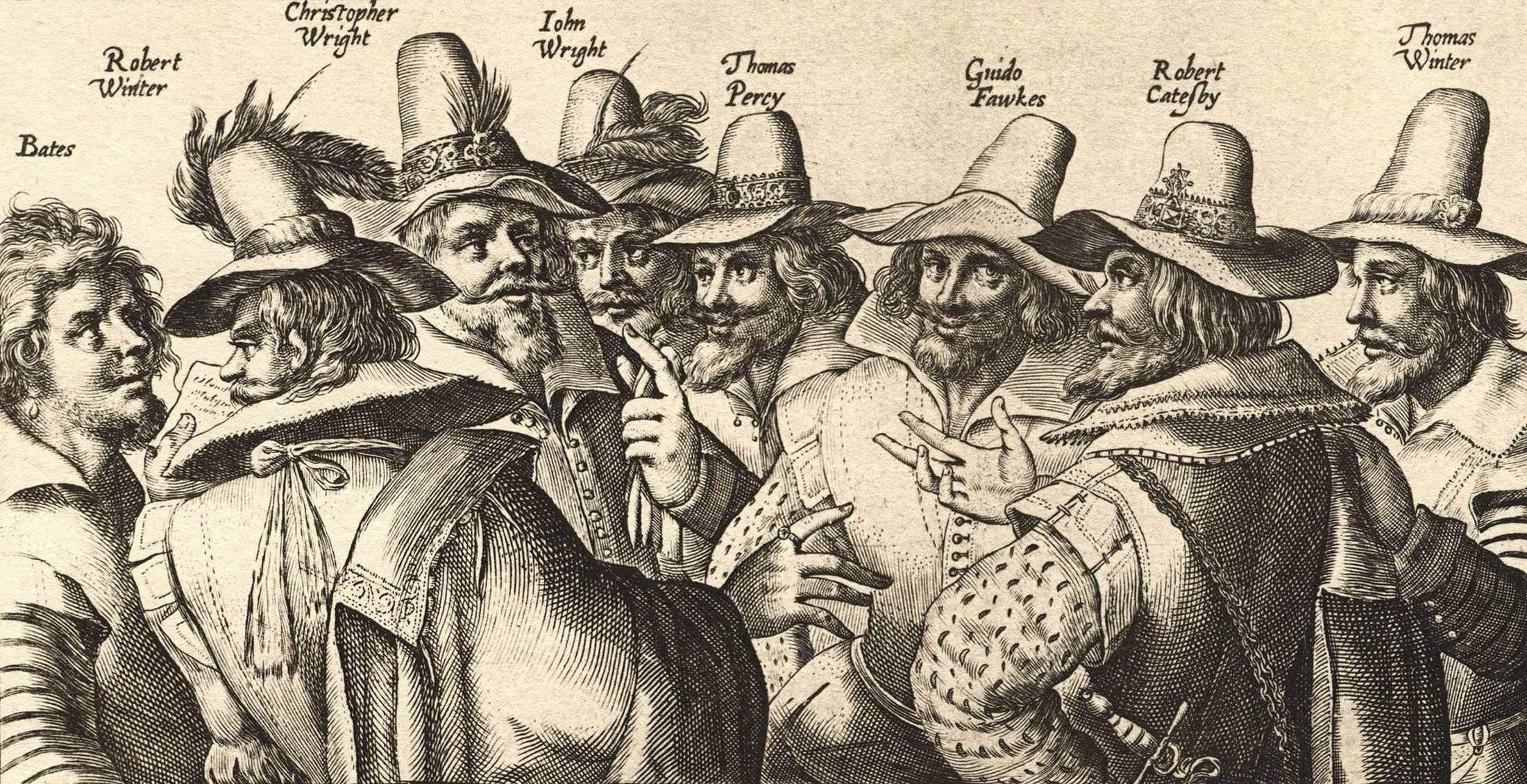
5 novembre : conspiration des poudres.

- 5 novembre : échec d'une conspiration catholique en Angleterre, « la conspiration des poudres », menée par Guy Fawkes, dans laquelle d'anciens officiers catholiques, en relation avec le gouvernement espagnol et peut-être les jésuites, envisageaient de faire sauter le Parlement de Westminster le jour même de la séance inaugurale, en présence du roi et de ses ministres. Sa découverte permet au roi de renforcer sa lutte contre catholiques et protestants[20].
- 10 décembre, Venise : le cardinal Borghese envoie à Mattei deux brefs pontificaux destinés aux autorités vénitiennes, Ad audientiam nostram et ex literis. le Saint-Siège accuse la République d’avoir violé la liberté de l’Église en déférant deux ecclésiastiques, l'abbé Marcantonio Brandolin et le chanoine Scipione Saraceni, accusés de crimes de droit commun devant des tribunaux laïcs et en soumettant les opérations immobilières du clergé au contrôle du Sénat[21].
- 13 décembre : création à Rome du Banco di Santo Spirito par un bref du pape Paul V[22].

- Fondation de la bourse de Lübeck[23].

#### Russie

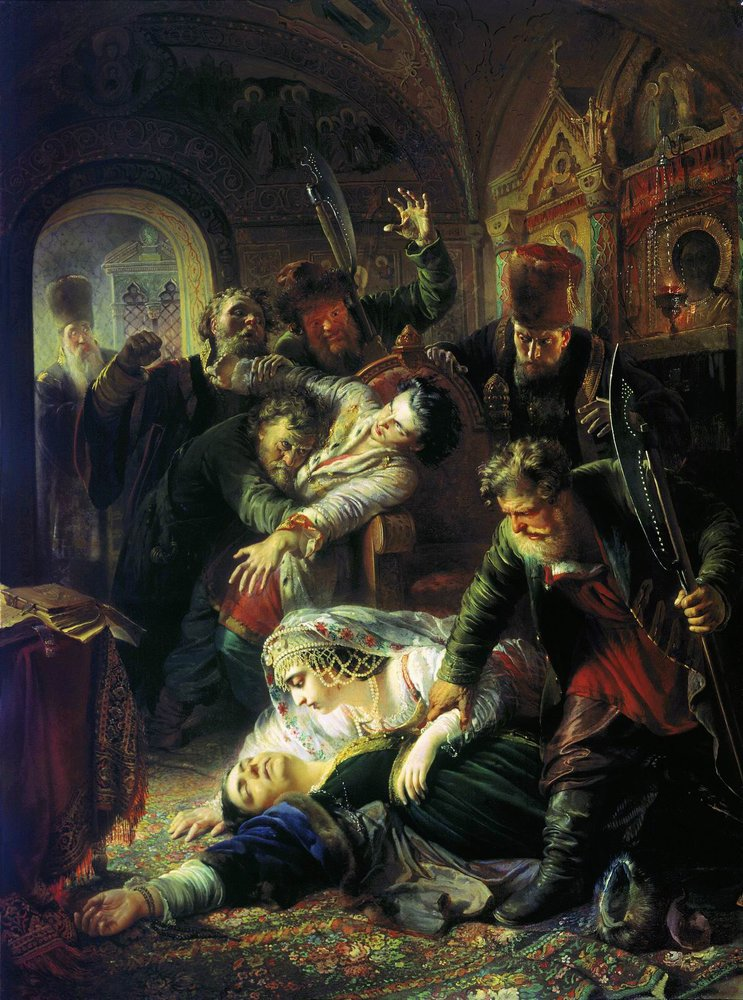
10 juin : assassinat de Fédor II et de sa mère.

- 20 janvier : l’armée du Faux Dimitri est battu à la bataille de Dobrynitch (en) par Basile Chouïski[24].
- 13 avril : après le suicide de Boris Godounov, son fils Fédor II (1589-1605) monte sur le trône, malgré l’hostilité des Boyards[24].
- Avril-mai : les provinces frontières du sud-ouest se soulèvent.
- 10 juin : les partisans du Faux Dimitri proclament la déchéance de Fédor II qui est arrêté puis assassiné avec sa mère Maria Grigorievna[25].
- 20 juin : la trahison des chefs militaires moscovites permet au Faux Dimitri à entrer dans Moscou, qui est occupée par les Polonais jusqu'en 1612[24].
- 21 juin : le patriarche de Moscou Job est destitué par le Faux Dimitri et remplacé le 24 juin par le Grec Ignace[26].
- 30 juillet : Dimitri II, après avoir été reconnu comme son fils par Maria Fiodorovna Nagaïa le 18 juillet, est couronné dans la cathédrale de l'Assomption à Moscou[26].
- Août : le Faux Dimitri abolit les restrictions apportées au « droit de départ », limite les asservissements volontaires et interdit la recherche des serfs fugitifs[27].
- Novembre : Dimitri épouse par procuration la Polonaise Marina Mniszek, fille du palatin de Sandomierz[28].

## Naissances en 1605

Portrait assis de l'empereur Tianqi.

- 17 mars : baptême de Pedro de Camprobín, peintre du siècle d'or espagnol († 1674)[29].
- 8 avril : Philippe IV d'Espagne, fils de Marguerite d'Autriche et de Philippe III d'Espagne († 17 septembre 1665).
- 18 avril : Giacomo Carissimi, compositeur italien († 12 janvier 1674).
- ? août : Palamedes Palamedesz, peintre néerlandais († 26 mars 1638).
- 16 octobre : Ottavio Amigoni, peintre baroque italien († 28 octobre 1661).
- 25 octobre: Ming Tianqi, quinzième empereur de la dynastie Ming.
- Date précise inconnue :
  - Jacopo Baccarini, peintre baroque italien († vers 1682).
  - Juan Bautista Martínez del Mazo, peintre baroque espagnol († 10 février 1667).
  - Peter Danckerts de Rij, peintre néerlandais († 9 août 1661).
  - Dirk van Delen, peintre néerlandais († 16 mai 1671).
  - Elias Vonck, peintre hollandais († 1652).

## Décès en 1605
- 10 janvier : Philippe du Bec, homme d'Église français, évêque de Vannes, évêque de Nantes et archevêque de Reims (° 1519).
- 16 janvier : Eitel-Frédéric Ier de Hohenzollern-Hechingen, premier comte de Hohenzollern-Hechingen (° 7 septembre 1545).

- 7 février : Salomon Gesner, théologien luthérien allemand (° 8 novembre 1559).
- 11 février : Jan van der Straet, peintre flamand (° 1523).
- 19 février : Orazio Vecchi compositeur italien, à Modène (° 6 décembre 1550).
- 24 février : Girolamo Simoncelli, cardinal italien (° 1522).
- 26 février : Georges III d'Erbach, comte d'Erbach à Lauterbach et Breuberg (° 15 juillet 1548).

- 3 mars : Clément VIII, pape italien (° 24 février 1536).
- 12 mars : Alexandre II de Kakhétie, roi de Kakhétie de la dynastie des Bagrations (° 1527).
- 25 mars : Pierre de Donadieu, noble militaire français (° vers 1560).
- 26 mars : Jakob Ayrer, auteur dramatique allemand (° vers 1543).

- 5 avril : Adam Loftus, lord chancelier d'Irlande (° vers 1533).
- 11 avril : Joan Perez de Lazarraga, écrivain basque (° vers 1548).
- 13 avril : Boris Godounov, tsar de Russie (° vers 1551).
- 18 avril : Marie de Brimeu, princesse de Chimay (° vers 1550).
- 25 avril : Naresuan Le Grand, roi d'Ayutthaya sous le nom de Sanphet II depuis 1590 (° 1555)[30].
- 27 avril :
  - Girolamo Agucchi, cardinal italien (° 15 janvier 1555).
  - Léon XI, pape italien (° 2 juin 1535).

- 2 mai : Leonardo Abela, prêtre catholique, né à Malte, mort à Rome (° 1541).
- 10 mai : Casimir VI de Poméranie, duc administrateur luthérien et prince-évêque de Cammin (° 22 mars 1557).
- 15 mai :
  - Francisco Arias, religieux ascète et écrivain espagnol (° 1533).
  - Antonio Gallonio, prêtre italien de la congrégation de l'Oratoire (° 1555).
- 31 mai : Paolo Emilio Zacchia, cardinal italien (° 1554).
- ? mai : Augustine Phillips, acteur anglais (° ?).

- 3 juin : Jan Zamoyski, magnat polonais (° 19 mars 1542).
- 11 juin : Philipp Scherbe, médecin et philosophe suisse (° 1553).

- 16 juillet : Gian Francesco Biandrate di San Giorgio Aldobrandini, cardinal italien (° 7 avril 1545).
- 20 juillet : Fédor II, tsar de Russie (° 1589).

- 4 août : Charles Ier d'Elbeuf, duc d'Elbeuf, comte d'Harcourt, seigneur puis comte de Rieux, baron d'Ancenis, pair de France (° 18 octobre 1556).

- 9 septembre : Heinrich Khunrath, médecin et alchimiste allemand (° vers 1560).
- 21 septembre : Cristofano dell'Altissimo, peintre italien de l'école florentine (° 1525).
- 23 septembre : Pontus de Tyard, ecclésiastique, écrivain et poète français, membre du cercle littéraire de la Pléiade (° 20 avril 1521).
- 24 septembre : Manuel Mendes, compositeur portugais (° 1547).

- 13 octobre : Théodore de Bèze, théologien protestant (° 24 juin 1519).
- 18 octobre : Jean Riolan, médecin français (° 1539).
- 26 octobre :
  - Antonio Monserrate, prêtre jesuite espagnol (° vers 1536).
  - Flaminio Vacca, sculpteur italien (° 1538).
- 27 octobre : Akbar, empereur moghol de l'Inde (° 15 octobre 1542 ou 23 novembre 1542).
- 30 octobre : George Clifford, 3e comte de Cumberland (° 8 août 1558).
- 31 octobre : Jean II de Saxe-Weimar, duc de Saxe-Weimar (° 22 mai 1570).

- 1er novembre : Yamauchi Kazutoyo, guerrier japonais de l'époque Sengoku (° 1546).
- 5 novembre : Jean Ribit de la Rivière, médecin protestant suisse, premier médecin du roi Henri IV (° 1546).
- 8 novembre : John (Jack) Wright, complotiste anglais (° janvier 1568).
- 10 novembre : Ulisse Aldrovandi, scientifique italien (° 11 septembre 1522).
- 14 novembre : Anne-Marie d'Anhalt, princesse allemande (° 13 juin 1561).
- 20 novembre : Christiaan van der Ameijden, chanteur et compositeur (° 1530).

- 3 décembre : Gregorio Pagani, peintre italien du maniérisme tardif de l'école florentine (° 14 juillet 1559).
- 25 décembre : Marino Grimani, 89e doge de Venise (° 1er juillet 1532).
- ? décembre : John Davis, navigateur et explorateur anglais (° vers 1550).

- Date précise inconnue :
  - Pedro de Añazco, prêtre jésuite créole péruvien, missionnaire et explorateur (° 1550).
  - Pedro Bermudez, compositeur et maître de chapelle espagnol originaire d'Andalousie (° 1558).
  - Joseph Boillot, peintre, ingénieur militaire, architecte et graveur français (° 1546).
  - Pierre de Brach, avocat, poète et éditeur français (° 1547).
  - Giovanni Contarini, peintre vénitien (° 1549).
  - Leonardo Corona,  peintre italien baroque de l'école vénitienne (° 1561).
  - Jérôme Durand, peintre verrier français (° 1555).
  - Arthur Golding, traducteur anglais (° 1536).
  - Han Ho, calligraphe coréen de la dynastie de Joseon (° 1543).
  - Fabius Paulinus, médecin et humaniste (° vers 1535).
  - Felice Riccio, peintre maniériste italien (° 1539).
  - Giacomo Rocca, peintre maniériste italien (° 1532).
  - Rostom Ier d'Iméréthie, roi d'Iméréthie de la dynastie des Bagration (° 1571).
  - François Stella, peintre français (° 1563).

- Vers 1605 :
  - Claude Haton, prêtre français (° vers 1534).
  - Elias Hutter, hébraïste allemand (° 1553).

- 1604 ou 1605 :
- Lodewijk Toeput, peintre et dessinateur d'origine flamande (° vers 1550).